# Zygothrica paleovitta
Zygothrica paleovitta är en tvåvingeart som beskrevs av David Grimaldi 1990. Zygothrica paleovitta ingår i släktet Zygothrica och familjen daggflugor. Inga underarter finns listade i Catalogue of Life.